# Tanaoneura incompleta
Tanaoneura incompleta är en stekelart som beskrevs av Lasalle 1987. Tanaoneura incompleta ingår i släktet Tanaoneura och familjen Tanaostigmatidae.
Artens utbredningsområde är Venezuela. Inga underarter finns listade i Catalogue of Life.